# کوه صوفان
کوه سیپان (به ترکی استانبولی: Mount Sipan) یک کوه در ترکیه است که در استان بیتلیس واقع شده است. کوه سیپان ۴٬۰۵۸ متر بالاتر از سطح دریا واقع شده است.
کوه سیپان در شرق ترکیه و شمال دریاچه وان قرار دارد. سیپان دومین کوه آتشفشانی مرتفع در ترکیه است و ارتفاع آن به ۴٬۰۵۸ متر می‌رسد. این کوه دو قله در شرق و غرب خود دارد که با فاصله ۱٫۵ کیلومتر از هم قرار گرفته‌اند و بین آن‌ها نیز دو دریاچه دیده می‌شود. از دیگر زیبایی‌های کوه سیپان می‌توان به قله پوشیده از برف آن، سنگ‌های آتش‌فشانی و منظره دریاچه وان و کوه آرارات اشاره کرد. همچنین بقیای یک قلعه آرمینایی کوچک در ارتفاع ۲۴۰۰ متری این کوه دیده می‌شود که می‌تواند مقصدی بی‌نظیر برای کوه‌نوردان باشد.